# 烟台新时代酒店
烟台新时代大厦，位于山东省烟台市烟台经济技术开发区黄河路86号，是中央军事委员会机关事务管理总局直属单位。

## 简介
烟台新时代大厦位于国家AAAA级旅游景区烟台经济技术开发区金沙滩旅游度假区，是集客房、餐饮、康体康乐、会议、休闲于一体的商务及会议酒店。
烟台新时代大厦的前身是山东新时代科技发展集团公司和烟台新时代大酒店。1994年，烟台新时代大酒店开业。1999年底，根据中央关于军队停止经商的决定，山东新时代科技发展集团公司和烟台新时代大酒店合并组建中国人民解放军总装备部培训基地，后更名为“烟台新时代大厦”，仍然隶属中国人民解放军总装备部。2007年，烟台新时代大厦前堂主管王伶俐被国际金钥匙组织授予“金钥匙”徽章。
在深化国防和军队改革中，其上级单位中国人民解放军总装备部在2016年1月被撤销。根据上级指示，自2016年10月21日起，烟台新时代大厦转隶中央军委机关事务管理总局。